# 1997–1998-as UEFA-bajnokok ligája
Az 1997–1998-as UEFA-bajnokok ligája a legrangosabb európai nemzetközi labdarúgókupa, mely jelenlegi nevén 6., jogelődjeivel együttvéve 43. alkalommal került kiírásra. A döntőnek az amszterdami Amsterdam ArenA adott otthont. A győztes a spanyol Real Madrid lett története során 7. alkalommal, 1966-os győzelme után először.
A lebonyolítási rendszer módosult. Az UEFA-együttható alapján készült rangsor első nyolc helyezett országa indíthatta a bajnokság második helyezettjét is.

## Selejtezők
A selejtezőket két fordulóban bonyolították le 1997. július 23. és augusztus 27. között. A selejtezőben 47 csapat vett részt. A párosítások győztesei bejutottak a csoportkörbe.

### 1. selejtezőkör
Az első selejtezőkör párosításainak győztesei a második selejtezőkörbe jutottak, a vesztesek kiestek. Az első mérkőzéseket 1997. július 23-án, a visszavágókat július 30-án játszották.
| 1. csapat              | Össz.Tooltip Aggregate score | 2. csapat        | 1. mérk. | 2. mérk. |
| ---------------------- | ---------------------------- | ---------------- | -------- | -------- |
| Derry City FC          | 0–3                          | Maribor Branik   | 0–2      | 0–1      |
| MFK Košice             | 4–0                          | ÍA               | 3–0      | 1–0      |
| Partizan               | 1–5                          | Croatia Zagreb   | 1–0      | 0–5      |
| Valletta FC            | 1–2                          | Skonto           | 1–0      | 0–2      |
| Pjunik                 | 3–6                          | MTK Hungária     | 0–2      | 3–4      |
| Crusaders              | 2–8                          | Dinamo Tbiliszi  | 1–3      | 1–5      |
| Sileks Kratovo         | 1–3                          | Beitar Jerusalem | 1–0      | 0–3      |
| Steaua București       | 5–3                          | CSZKA Szofija    | 3–3      | 2–0      |
| Constructorul Chișinău | 3–4                          | MPKC Mozyr       | 1–1      | 2–3      |
| Lantana                | 0–3                          | FC Jazz          | 0–2      | 0–1      |
| GÍ                     | 0–11                         | Rangers          | 0–5      | 0–6      |
| Neftçi                 | 0–10                         | Widzew Łódź      | 0–2      | 0–8      |
| Dinamo Kijiv           | 6–0                          | Barry Town FC    | 2–0      | 4–0      |
| FC Sion                | 5–0                          | Jeunesse Esch    | 4–0      | 1–0      |
| Anórthoszisz           | 4–1                          | Kareda Šiauliai  | 3–0      | 1–1      |

### 2. selejtezőkör
A második selejtezőkör párosításainak győztesei a csoportkörbe jutottak, a vesztesek az UEFA-kupa 1. fordulójába kerültek. Az első mérkőzéseket 1997. augusztus 13-án, a visszavágókat augusztus 27-én játszották.
| 1. csapat          | Össz.Tooltip Aggregate score | 2. csapat           | 1. mérk. | 2. mérk.   |
| ------------------ | ---------------------------- | ------------------- | -------- | ---------- |
| MTK Hungária       | 1–4                          | Rosenborg           | 0–1      | 1–3        |
| Beşiktaş JK        | 3–1                          | Maribor Branik      | 0–0      | 3–1        |
| FC Sion            | 2–8                          | Galatasaray SK      | 1–4      | 1–4        |
| Olimbiakósz        | 7–2                          | MPKC Mozyr          | 5–0      | 2–2        |
| Wüstenrot Salzburg | 0–3                          | Sparta Praha        | 0–0      | 0–3        |
| IFK Göteborg       | 4–1                          | Rangers             | 3–0      | 1–1        |
| FC Barcelona       | 4–2                          | Skonto              | 3–2      | 1–0        |
| Brøndby IF         | 3–4                          | Dinamo Kijiv        | 2–4      | 1–0        |
| Newcastle United   | 4–3                          | Croatia Zagreb      | 2–1      | 2–2 (h.u.) |
| Feyenoord          | 8–3                          | FC Jazz             | 6–2      | 2–1        |
| Bayer Leverkusen   | 6–2                          | Dinamo Tbiliszi     | 6–1      | 0–1        |
| MFK Košice         | 2–1                          | Szpartak Moszkva    | 2–1      | 0–0        |
| Steaua București   | 3–5                          | Paris Saint-Germain | 3–0      | 0–5        |
| Widzew Łódź        | 1–7                          | Parma FC            | 1–3      | 0–4        |
| Beitar Jerusalem   | 0–3                          | Sporting CP         | 0–0      | 0–3        |
| Anórthoszisz       | 2–3                          | Lierse SK           | 2–0      | 0–3        |

## Csoportkör
A csoportkörben 24 csapat vett részt, a sorsoláskor hat darab négycsapatos csoportot képeztek. A csoportokban a csapatok körmérkőzéses, oda-visszavágós rendszerben mérkőztek meg egymással. A csoportok első helyezettjei, valamint a két legjobb második helyezett az egyenes kieséses szakaszba jutott. A többi csapat kiesett. A csoportkör mérkőzéseit 1997. szeptember 17. és december 10. között játszották le.

### A csoport
| Hely. | Csapat            | M | Gy | D | V | G+ | G– | Gk  | P  | Továbbjutás                                |     | DOR | PRM | SPP | GAL |
| ----- | ----------------- | - | -- | - | - | -- | -- | --- | -- | ------------------------------------------ | --- | --- | --- | --- | --- |
| 1.    | Borussia Dortmund | 6 | 5  | 0 | 1 | 14 | 3  | +11 | 15 | Továbbjutott az egyenes kieséses szakaszba |     | —   | 2–0 | 4–1 | 4–1 |
| 2.    | Parma FC          | 6 | 2  | 3 | 1 | 6  | 5  | +1  | 9  |                                            |     | 1–0 | —   | 2–2 | 2–0 |
| 3.    | Sparta Praha      | 6 | 1  | 2 | 3 | 6  | 11 | −5  | 5  |                                            | 0–3 | 0–0 | —   | 3–0 |     |
| 4.    | Galatasaray       | 6 | 1  | 1 | 4 | 4  | 11 | −7  | 4  |                                            | 0–1 | 1–1 | 2–0 | —   |     |

### B csoport
| Hely. | Csapat            | M | Gy | D | V | G+ | G– | Gk  | P  | Továbbjutás                                |     | MUN | JUV | FEY | KOS |
| ----- | ----------------- | - | -- | - | - | -- | -- | --- | -- | ------------------------------------------ | --- | --- | --- | --- | --- |
| 1.    | Manchester United | 6 | 5  | 0 | 1 | 14 | 5  | +9  | 15 | Továbbjutott az egyenes kieséses szakaszba |     | —   | 3–2 | 2–1 | 3–0 |
| 2.    | Juventus          | 6 | 4  | 0 | 2 | 12 | 8  | +4  | 12 | Továbbjutott az egyenes kieséses szakaszba |     | 1–0 | —   | 5–1 | 3–2 |
| 3.    | Feyenoord         | 6 | 3  | 0 | 3 | 8  | 10 | −2  | 9  |                                            |     | 1–3 | 2–0 | —   | 2–0 |
| 4.    | Košice            | 6 | 0  | 0 | 6 | 2  | 13 | −11 | 0  |                                            | 0–3 | 0–1 | 0–1 | —   |     |

### C csoport
| Hely. | Csapat           | M | Gy | D | V | G+ | G– | Gk | P  | Továbbjutás                                |     | DKV | PSV | NEW | BAR |
| ----- | ---------------- | - | -- | - | - | -- | -- | -- | -- | ------------------------------------------ | --- | --- | --- | --- | --- |
| 1.    | Dinamo Kijiv     | 6 | 3  | 2 | 1 | 13 | 6  | +7 | 11 | Továbbjutott az egyenes kieséses szakaszba |     | —   | 1–1 | 2–2 | 3–0 |
| 2.    | PSV Eindhoven    | 6 | 2  | 3 | 1 | 9  | 8  | +1 | 9  |                                            |     | 1–3 | —   | 1–0 | 2–2 |
| 3.    | Newcastle United | 6 | 2  | 1 | 3 | 7  | 8  | −1 | 7  |                                            | 2–0 | 0–2 | —   | 3–2 |     |
| 4.    | FC Barcelona     | 6 | 1  | 2 | 3 | 7  | 14 | −7 | 5  |                                            | 0–4 | 2–2 | 1–0 | —   |     |

### D csoport
| Hely. | Csapat      | M | Gy | D | V | G+ | G– | Gk  | P  | Továbbjutás                                |     | RMA | ROS | OLY | POR |
| ----- | ----------- | - | -- | - | - | -- | -- | --- | -- | ------------------------------------------ | --- | --- | --- | --- | --- |
| 1.    | Real Madrid | 6 | 4  | 1 | 1 | 15 | 4  | +11 | 13 | Továbbjutott az egyenes kieséses szakaszba |     | —   | 4–1 | 5–1 | 4–0 |
| 2.    | Rosenborg   | 6 | 3  | 2 | 1 | 13 | 8  | +5  | 11 |                                            |     | 2–0 | —   | 5–1 | 2–0 |
| 3.    | Olimbiakósz | 6 | 1  | 2 | 3 | 6  | 14 | −8  | 5  |                                            | 0–0 | 2–2 | —   | 1–0 |     |
| 4.    | FC Porto    | 6 | 1  | 1 | 4 | 3  | 11 | −8  | 4  |                                            | 0–2 | 1–1 | 2–1 | —   |     |

### E csoport
| Hely. | Csapat              | M | Gy | D | V | G+ | G– | Gk | P  | Továbbjutás                                |     | BAY | PAR | BES | GOT |
| ----- | ------------------- | - | -- | - | - | -- | -- | -- | -- | ------------------------------------------ | --- | --- | --- | --- | --- |
| 1.    | Bayern München      | 6 | 4  | 0 | 2 | 13 | 6  | +7 | 12 | Továbbjutott az egyenes kieséses szakaszba |     | —   | 5–1 | 2–0 | 0–1 |
| 2.    | Paris Saint-Germain | 6 | 4  | 0 | 2 | 11 | 10 | +1 | 12 |                                            |     | 3–1 | —   | 2–1 | 3–0 |
| 3.    | Beşiktaş JK         | 6 | 2  | 0 | 4 | 6  | 9  | −3 | 6  |                                            | 0–2 | 3–1 | —   | 1–0 |     |
| 4.    | IFK Göteborg        | 6 | 2  | 0 | 4 | 4  | 9  | −5 | 6  |                                            | 1–3 | 0–1 | 2–1 | —   |     |

### F csoport
| Hely. | Csapat           | M | Gy | D | V | G+ | G– | Gk | P  | Továbbjutás                                |     | MON | LEV | SPO | LIE |
| ----- | ---------------- | - | -- | - | - | -- | -- | -- | -- | ------------------------------------------ | --- | --- | --- | --- | --- |
| 1.    | AS Monaco        | 6 | 4  | 1 | 1 | 15 | 8  | +7 | 13 | Továbbjutott az egyenes kieséses szakaszba |     | —   | 4–0 | 3–2 | 5–1 |
| 2.    | Bayer Leverkusen | 6 | 4  | 1 | 1 | 11 | 7  | +4 | 13 | Továbbjutott az egyenes kieséses szakaszba |     | 2–2 | —   | 4–1 | 1–0 |
| 3.    | Sporting CP      | 6 | 2  | 1 | 3 | 9  | 11 | −2 | 7  |                                            |     | 3–0 | 0–2 | —   | 2–1 |
| 4.    | Lierse SK        | 6 | 0  | 1 | 5 | 3  | 12 | −9 | 1  |                                            | 0–1 | 0–2 | 1–1 | —   |     |

### Második helyezettek sorrendje
| Hely. | Cs | Csapat              | M | Gy | D | V | G+ | G– | Gk | P  | Továbbjutás                                |
| ----- | -- | ------------------- | - | -- | - | - | -- | -- | -- | -- | ------------------------------------------ |
| 1.    | F  | Bayer Leverkusen    | 6 | 4  | 1 | 1 | 11 | 7  | +4 | 13 | Továbbjutott az egyenes kieséses szakaszba |
| 2.    | B  | Juventus            | 6 | 4  | 0 | 2 | 12 | 8  | +4 | 12 | Továbbjutott az egyenes kieséses szakaszba |
| 3.    | E  | Paris Saint-Germain | 6 | 4  | 0 | 2 | 11 | 10 | +1 | 12 |                                            |
| 4.    | D  | Rosenborg           | 6 | 3  | 2 | 1 | 13 | 8  | +5 | 11 |                                            |
| 5.    | C  | PSV Eindhoven       | 6 | 2  | 3 | 1 | 9  | 8  | +1 | 9  |                                            |
| 6.    | A  | Parma               | 6 | 2  | 3 | 1 | 6  | 5  | +1 | 9  |                                            |

## Egyenes kieséses szakasz
Az egyenes kieséses szakaszban a csoportkör hat első helyezettje és két legjobb második helyezettje vett részt.
|  | Negyeddöntők      | Negyeddöntők      | Negyeddöntők      | Negyeddöntők      | Negyeddöntők |   |             | Elődöntők   | Elődöntők | Elődöntők | Elődöntők | Elődöntők |  |  | Döntő | Döntő | Döntő |  |
|  |                   |                   |                   |                   |              |   |             |             |           |           |           |           |  |  |       |       |       |  |
|  | Juventus          | Juventus          | 1                 | 4                 | 5            |   |             |             |           |           |           |           |  |  |       |       |       |  |
|  | Juventus          | Juventus          | 1                 | 4                 | 5            |   |             |             |           |           |           |           |  |  |       |       |       |  |
|  | Dinamo Kijiv      | Dinamo Kijiv      | 1                 | 1                 | 2            |   |             |             |           |           |           |           |  |  |       |       |       |  |
|  | Dinamo Kijiv      | Dinamo Kijiv      | 1                 | 1                 | 2            |   | Juventus    | Juventus    | 4         | 2         | 6         |           |  |  |       |       |       |  |
|  |                   |                   |                   |                   |              |   | Juventus    | Juventus    | 4         | 2         | 6         |           |  |  |       |       |       |  |
|  |                   |                   | AS Monaco         | AS Monaco         | 1            | 3 | 4           |             |           |           |           |           |  |  |       |       |       |  |
|  | AS Monaco (i.g.)  | AS Monaco (i.g.)  | AS Monaco         | AS Monaco         | 1            | 3 | 4           | 0           | 1         | 1         |           |           |  |  |       |       |       |  |
|  | AS Monaco (i.g.)  | AS Monaco (i.g.)  |                   |                   |              |   |             |             |           | 1         |           |           |  |  |       |       |       |  |
|  | Manchester United | Manchester United | 0                 | 1                 | 1            |   |             |             |           |           |           |           |  |  |       |       |       |  |
|  | Manchester United | Manchester United | 0                 | 1                 | 1            |   | Juventus    | Juventus    | 0         |           |           |           |  |  |       |       |       |  |
|  |                   |                   |                   |                   |              |   |             |             |           |           |           |           |  |  |       |       |       |  |
|  |                   |                   | Real Madrid       | Real Madrid       | 1            |   |             |             |           |           |           |           |  |  |       |       |       |  |
|  | Bayer Leverkusen  | Bayer Leverkusen  | Real Madrid       | Real Madrid       | 1            | 1 | 0           | 1           |           |           |           |           |  |  |       |       |       |  |
|  | Bayer Leverkusen  | Bayer Leverkusen  |                   |                   |              |   |             | 1           |           |           |           |           |  |  |       |       |       |  |
|  | Real Madrid       | Real Madrid       | 1                 | 3                 | 4            |   |             |             |           |           |           |           |  |  |       |       |       |  |
|  | Real Madrid       | Real Madrid       | 1                 | 3                 | 4            |   | Real Madrid | Real Madrid | 2         | 0         | 2         |           |  |  |       |       |       |  |
|  |                   |                   |                   |                   |              |   | Real Madrid | Real Madrid | 2         | 0         | 2         |           |  |  |       |       |       |  |
|  |                   |                   | Borussia Dortmund | Borussia Dortmund | 0            | 0 | 0           |             |           |           |           |           |  |  |       |       |       |  |
|  | Bayern München    | Bayern München    | Borussia Dortmund | Borussia Dortmund | 0            | 0 | 0           | 0           | 0         | 0         |           |           |  |  |       |       |       |  |
|  | Bayern München    | Bayern München    |                   |                   |              |   |             |             |           | 0         |           |           |  |  |       |       |       |  |
|  | Borussia Dortmund | Borussia Dortmund | 0                 | 1                 | 1            |   |             |             |           |           |           |           |  |  |       |       |       |  |

### Negyeddöntők
Az első mérkőzéseket 1998. március 4-én, a visszavágókat március 18-án játszották.
| 1. csapat        | Össz.Tooltip Aggregate score | 2. csapat         | 1. mérk. | 2. mérk.   |
| ---------------- | ---------------------------- | ----------------- | -------- | ---------- |
| Bayer Leverkusen | 1–4                          | Real Madrid       | 1–1      | 0–3        |
| Bayern München   | 0–1                          | Borussia Dortmund | 0–0      | 0–1 (h.u.) |
| Juventus         | 5–2                          | Dinamo Kijiv      | 1–1      | 4–1        |
| AS Monaco        | 1–1 (i.g.)                   | Manchester United | 0–0      | 1–1        |

### Elődöntők
Az első mérkőzéseket 1998. április 1-jén, a visszavágókat április 15-én játszották.
| 1. csapat   | Össz.Tooltip Aggregate score | 2. csapat         | 1. mérk. | 2. mérk. |
| ----------- | ---------------------------- | ----------------- | -------- | -------- |
| Real Madrid | 2–0                          | Borussia Dortmund | 2–0      | 0–0      |
| Juventus    | 6–4                          | AS Monaco         | 4–1      | 2–3      |

### Döntő
| 1998. május 20. 20:45 |

| Juventus | 0–1               | Real Madrid   |
| -------- | ----------------- | ------------- |
|          | (0–0) Jegyzőkönyv | Mijatović 66' |

| Amsterdam ArenA, Amszterdam Nézőszám: 48 500 Játékvezető: Hellmut Krug (német) |

| Az 1997–1998-as UEFA-bajnokok ligája győztese |
| --------------------------------------------- |
| Real Madrid 7. cím                            |